# Unió de Partits Africans del Sudan
La Unió de Partits Africans del Sudan fou un partit polític del Sudan fundat pel veterà polític sudista (havia combatut amb l'Anya Anya del 1955 al 1972) Eliaba James Surur el 1984 amb un altre nom, que es va unir a altres partits el 1987, agafant aquest nom; pretenien defensar els interessos dels sudistes al nord i de la gent del sud que vivia al nord. Va tenir actuació legal des de 1985 quan va caure el règim de Gaafar al-Nimeiry. El 1989 fou altre cop declarat fora de la llei pel règim militar d'Omar al-Bashir. En la clandestinitat el va dirigir Hilary Logali, un altre veterà polític sudista.
El partit cooperava amb el govern a les àrees sota control de Khartum, però a les zones alliberades recomanava cooperar amb el SPLA/SPLM. El 1994 es va incorporar a l'Aliança Nacional Democràtica. El 21 d'abril de 1997 es va signar un acord de pau (acord de Khartum) entre el govern de Khartum d'una part i el Moviment d'Independència del Sud del Sudan de Riak Machar, el SPLM-SPLA-Bahr al-Ghazal dirigida pel mític comandant Kerubino Kwanyin Bol (el que va disparar el primer tret a la guerra), l'EDF (Equatoria Defense Force) de Teophillo Ochan (o Ochang), el South Sudan Independence Group (SSIG), una escissió del SPLA liderada per Kawach Makuei, i altres faccions menors; també va signar l'acord la Unió de Partits Africans del Sudan (Union of Sudan African Parties USAP) que es va integrar al United Democratic Salvation Front (UDSF) o Front Unit Democràtic de Salvació (FUSD), una organització política del sud del Sudan sorgida el 1997, que tenia per principal integrant al Moviment d'Independència del Sud del Sudan i agrupava als firmants de l'acord de pau. La seva organització militar fou la South Sudan Defence Forces (SSDF) (havia de combatre al SPLA i als grups que hi estaven aliats inclosa la National Democratic Alliance NDA, una federació de forces opositores del nord del Sudan, que tenia el suport d'Eritrea). Hilary Logali va morir el 1998 i el va succeir Joseph Ukel, antic ministre regional d'informació. El Front Unit Democràtic de Salvació va durar fins al 2001 quan Machar va trencar amb el govern el 2001 i poc després, el gener del 2002, es va unir amb el SPLA. Ukel diu que fou element clau en els acords de pau que es van signar entre 2002 i 2004. Tot això va provocar tensions i el partit es va dividir en la USAP 1 i la USAP 2. Surur va tenir el lideratge de la USAP 2.
Després el partit va donar suport al SPLA/SPLM que va signar l'Acord de Pau Complet el 9 de gener de 2005 a Nairobi, Kenya. L'USAP compartia la visió de John Garang sobre un nou Sudan (unit). El seu nom fou modificat a Partit Africà del Sudan Unit. A l'acord de repartiment del poder li van correspondre 10 escons a l'Assemblea Nacional. Va participar en les eleccions de l'agost de 2005 per l'Assemblea legislativa del Sudan del Sud i la facció de Surur USAP 2 va obtenir 4 escons mentre la facció majoritària, USAP 1 de Joseph Ukel, en va obtenir 7. Després Ukel va entrar com a ministre d'afers parlamentaris al govern d'unitat nacional. El novembre del 2008 les dues USAP van signar les resolucions del Dialog entre el SPLM/SPLA i els partits polítics del sud que reclamava major cooperació entre el govern del sud del SPLM/SPLA i la resta de partits. Declarava com a objectius protegir l'acord de pau del 2005, els drets humans, i lluitar per assegurar els serveis essencials al Sudan del Sud i al Sudan en general. La seva seu romania a Khartum.
El juliol del 2010 Surur (81 anys) i el seu lloctinent Henry Kon van anunciar la dissolució del seu moviment i la seva incorporació al SPLA ei en cas de victòria de l'opció independència al referèndum (que es va complir) els seus membres al nord seguirien al SPLA-ala nord.